# Patrick van Aanholt
Patrick John Miguel van Aanholt (* 29. August 1990 in ’s-Hertogenbosch) ist ein niederländischer Fußballspieler, der aktuell bei Sparta Rotterdam unter Vertrag steht. 

## Karriere
Van Aanholt spielt auf der Position des linken Verteidigers. Im Jahr 2007 wechselte er von der PSV Eindhoven in die Jugendmannschaft des FC Chelsea, mit der er 2008 das Finale des FA Youth Cups nach Hin- und Rückspiel mit 2:4 gegen Manchester City verlor. Zudem war er U-21-Nationalspieler der Niederlande und kam auch schon in den U-19- und U-20-Auswahlen seines Landes zum Einsatz.
Van Aanholt wurde zur Saison 2009/10 aus der Jugend des FC Chelsea in den Profikader hochgestuft. Um mehr Spielpraxis sammeln zu können, wurde er noch vor Saisonbeginn für ein halbes Jahr an den Zweitligisten Coventry City verliehen, für den er am 9. August 2009 beim 2:1-Heimsieg gegen Ipswich Town sein Profidebüt gab. Bis zu seiner Rückkehr zu Chelsea im Dezember brachte er es auf 20 Einsätze für Coventry, bei denen er 19-mal in der Startaufstellung stand.
Am 29. Januar 2010 verlieh der FC Chelsea van Aanholt erneut an einen Zweitligisten, diesmal an Newcastle United für einen Monat, da sich deren etatmäßiger Linksverteidiger José Enrique verletzt hatte. Seine sieben Spiele für die Magpies absolvierte er allesamt von Beginn an.
Sein erstes Profispiel für Chelsea, nachdem er zuvor in 29 Partien der Reserve-Mannschaft zum Einsatz gekommen war, absolvierte van Aanholt am 24. März 2010, als er beim 5:0-Auswärtssieg beim FC Portsmouth in der 71. Spielminute für Juri Schirkow eingewechselt wurde. Drei Tage später wurde er im Spiel gegen Aston Villa erneut eingewechselt.
Im Januar 2011 wurde van Aanholt bis zum Ende der Saison 2010/11 zu Leicester City verliehen. Am 24. Mai 2011 verlängerte van Aanholt seinen Vertrag beim FC Chelsea bis zum 30. Juni 2015. Am 31. August 2011 wurde er bis Ende der Hinrunde der Saison 2011/12 an den Ligakonkurrenten Wigan Athletic ausgeliehen.
Nachdem er nach seiner Rückkehr im Januar 2012 kurzzeitig dem Kader der zweiten Mannschaft des FC Chelsea angehört hatte, wurde van Aanholt in der Winterpause bis Saisonende an Vitesse Arnheim verliehen. Im Sommer 2012 wurde das Leihgeschäft auf die darauffolgende Saison ausgedehnt. Im Sommer 2013 erfolgte eine nochmalige Verlängerung der Ausleihe für die Saison 2013/14.
Zur Saison 2014/15 kehrte van Aanholt in die Premier League zurück und wechselte zum AFC Sunderland. Er unterschrieb einen Vierjahresvertrag bis zum 30. Juni 2018.
Am 19. November 2013 debütierte van Aanholt in der „Elftal“ im Spiel gegen Kolumbien (0:0) in Amsterdam. Seinen letzten Einsatz hatte er am 27. Juni 2021 gegen Tschechien in Budapest.
Zur Saison 2021/22 wechselte van Aanholt in die Türkei zu Galatasaray Istanbul. Der Linksverteidiger unterschrieb für drei Jahre. In seiner ersten Saison für Galatasaray kam van Aanholt zu 48 Pflichtspieleinsätzen und erzielte drei Tore. Während der nachfolgenden Spielzeit verlor der Niederländer seinen Stammplatz. Im Januar 2023 wechselte er auf Leihbasis zur PSV Eindhoven. Galatasaray und die PSV einigten sich im März 2023 auf eine Verlängerung des Leihgeschäfts bis zum Ende der Saison 2023/24.
Am 12. November 2024 unterschrieb er einen 1-Jahres-Vertrag bei Sparta Rotterdam.

## Erfolge
FC Chelsea 
- Englischer Meister: 2010

 Newcastle United 
- Englischer Zweitliga-Meister 2010

 PSV Eindhoven 
- Niederländischer Pokalsieger: 2023
- Niederländischer Meister: 2024
- Niederländischer Superpokalsieger: 2023

 Galatasaray Istanbul 
- Türkischer Meister: 2023